# CCL17
CCL17 ist ein Zytokin der Familie der chemotaktischen Zytokine (Chemokine) und ist ebenfalls als thymusaktivitätsreguliertes Chemokin (TARC) bekannt. Es wird fortlaufend in Organen des Immunsystems, im Thymus und zeitweise in einzellkernigen, stimulierten Blutzellen gebildet. Durch eine spezifische Bindung, mit Hilfe des Chemokinrezeptors CCR4, bindet es an T-Zellen und beeinflusst dadurch ihre Fortbewegungsrichtung (Chemotaxis). Nach neuesten Erkenntnissen kommt CCL17 in hoher Konzentration in geschädigtem Gewebe bei Arteriosklerose im menschlichen Körper vor und ist verantwortlich für die zielgerichtete Bewegung (Rekrutierung) von T-Lymphozyten in dieses Gewebe. Die Gene für das Chemokin sind beim Menschen auf dem Chromosom 16 lokalisiert.